# 布魯諾·魯貝奧
布魯諾·魯貝奧（義大利語：Bruno Rubeo，1946年10月26日—2011年11月3日）是一位義大利美術指導，因其與電影導演奧利佛·史東和泰勒·哈克佛的多次合作而知名。

## 生平
1989年，魯貝奧因電影《为黛茜小姐开车》獲得奧斯卡最佳藝術指導獎提名。
2011年11月3日，魯貝奧因肺炎在義大利福利尼奧的市立醫院去世。他的妻子瑪耶絲·C·魯貝奧是一位備受讚譽的劇裝設計師。他還有一個兒子馬可·魯貝奧（Marco Rubeo），也是一位藝術總監。

## 影視作品
- （1986年）
- 《薩爾瓦多》（1986年）
- 《抓狂電臺（英语：Talk Radio (film)）》（1988年）
- （1989年）
- 《为黛茜小姐开车》（1989年）
- （1990年）
- 《男兒本色》（1993年）
- （1994年）
- 《熱淚傷痕（英语：Dolores Claiborne (film)）》（1995年）
- （1997年）
- （1999年）

## 外部連結
- 布魯諾·魯貝奧在互联网电影资料库（IMDb）上的資料（英文）